# Люнет (архитектура)
 Тази статия е за архитектурния елемент.  За други значения вижте Люнет.  
Люнетът (на френски: lunette) в архитектурата и изобразителното изкуство е стенно поле, ограничено от арка във формата на полукръг или сегмент от кръга, и долната хоризонтална линия между двете и опори. Терминът произлиза от френската дума lunette, която означава малък лунен сърп.

## Местоположение
Люнетът обикновено се разполага над правоъгълна структура – в горната част на прозорец, врата или арка, а понякога и непосредствено под свода. Входната врата често се завършва с люнет над главната рамка, което добавя допълнителна височина и величие на входа към вътрешното пространство. При особено големите входни врати, като тези на катедралите, комбинацията от врата и люнет се нарича тимпан, и често е силно украсена. Понякога люнетът се поставя и в горната част на алков (ниша в стената).
В някои случаи, люнетът може да бъде самостоятелна остъклена структура, вложена в арка, като прозорец близо до върха на сводеста стена. Той може да е остъклен и да изпълнява функциите на прозорец, а може да е украсен и със скулптурни или живописни декорации. Понякога се оставя като гладка, обрамчена стена, или се запълва със стенописи. В църковната архитектура обикновено се поставя във високите части на пространствата като горно осветление или декорация над отвори. При катедрали и църкви често се използва и самостоятелно, за поставяне на скулптури или някакви реликви.
Люнет се наричат още дъгообразните части над олтара и полукръглите картини на античните стели, както и полукръглите пана над царските икони в иконостасите.
Аналогичният фрагмент на фронтона, но в триъгълна форма, се нарича тимпан, но понякога този термин се използва и като синоним на люнет.

## Видове
Материалите, използвани за направа на люнети варират в широки граници, в зависимост от вида на структурата и стила на архитектурата.

### Остъклени
При входните врати и прозорците те обикновено представляват стъклени полукръгове или полуелипси, които традиционно са разделени на няколко сегмента. Едно от големите предимства на остъклените люнети е способността им да пропускат допълнителна светлина към вътрешното пространство. За да се добави цвят към светлината, някои дизайнери изпълняват люнетите със стъклописи, които създават многоцветна шарка, когато светлината достигне вътрешността на помещението. Понякога в тях просто се влагат сегменти с различен цвят.

### Плътни
Когато люнетът не е остъклен, а е част от стената, той може да бъде оцветен, изпълнен с барелефи или стенописи. Обработката му обикновено се избира въз основа на функцията и стила на сградата. Това е декоративен елемент, много характерен за църковното строителство, където в люнета се изписват религиозни сцени и образи, или се поставят скулптури на светци. При джамиите, включително и прочутата Синя джамия в Истанбул, люнетите често запълват арки и се обработват с геометрични мозайки, направени от цветно стъкло или рисувани плочки. При релефните пана, обикновено към плочки или друга гладка повърхност, се добавя и камък, за да се получи триизмерен дизайн.

## Прилагане
Използването на люнета датира от ранните цивилизации и въпреки че има примери и в много други култури, дизайнът често се свързва с класическата римска архитектура. Люнетите се използват главно при архитектурата на Ренесанса (Сикстинската капела в Рим) и барока (Църква на Светия Дух в Мюнхен, Катедралата във Фрайзинг, Катедралата в Регенсбург). Ранен пример за употребата на люнет е базиликата Максенций в Рим от 310 – 313 година, където той е поставен в горната част на наоса.
Църквата на йезуитите в Рим, строена от 1568 до 1584 година, която представлява прототип за много барокови църкви, разполага с няколко люнета в свода на нефа. Използването на този архитектурен елемент достига кулминацията на популярността си при неокласицизма. Неокласическите постройки от 18 и 19 век, както и съвременните сгради в същия стил, често разполагат с най-малко един люнет в екстериора си.
В България също има примери на люнети, както в сгради от нашето съвремие, така и при древни археологически находки. В централната камера на Свещарската гробница е направен плътен люнет, който завършва стената над гробните легла. На стенопис в него е разработена композиция, развиваща темата за обожествяването на владетеля. В центъра е изобразена Великата богиня, която поднася на владетеля, представен като конник, златния венец на безсмъртието.